# Erin Blunt
Erin Blunt (Los Angeles, 9 novembre 1963) è un attore statunitense, noto soprattutto come attore bambino nel serial cinematografico The Bad News Bears (1976-78).

## Biografia
Nato nel 1963 a Los Angeles, Blunt debutta alla televisione americana interpretando nel 1973 e 1975 il ruolo di "Jody Foster" in due episodi della popolare serie Una famiglia americana. Con questa interpretazione, Blunt si colloca sulla scia di altri attori bambini afroamericani come Steven Perry, Marc Copage, George Spell, Kevin Hooks e Laurence Fishburne, ai quali in quegli anni vengono affidate per la prima volta parti drammatiche non stereotipate.
Il successo per Blunt arriva nel 1976 con il film Che botte se incontri gli "Orsi", incentrato sulla vicende di una scalcinata squadretta di baseball di un quartiere multietnico. Blunt interpreta il ruolo di "Ahmad Abdul-Rahim", componente afroamericano e musulmano del gruppo, il quale sogna di emulare il suo idolo Hank Aaron. Blunt ripete la parte anche nei due sequel: Gli Orsi interrompono gli allenamenti (1977) e Gli Orsi vanno in Giappone (1978).
Continua nel frattempo a lavorare anche in altri film e alla televisione come guest star in popolari serie. Come giovane attore negli anni Ottanta gli si offrono solo poche occasioni di emergere, fino all'abbandono definitivo della carriera attoriale. Blunt rimane comunque attivo nel mondo dell'intrattenimento, intraprendendo un'attività di successo come DJ in California.

## Filmografia

### Televisione
- "The Roots" (1973) e "The Fighter" (1975), episodi della serie TV Una famiglia americana (The Waltons)
- "Too Many Games in Town" (1975), episodio della serie TV Get Christie Love!"
- Stranded (1976), film TV, regia di Earl Bellamy
- "One Long Tomorrow" (1977),  episodio della serie TV Serpico
- "Spunky Come Home" (1977), episodio della serie TV Happy Days
- "Brothers & Sons" (1977), episodio della serie TV Professione medico (Rafferty)
- "Dee's First Date" (1978), episodio della serie TV What's Happening!!
- "Mr. Potential" (1978), episodio della serie TV What Really Happened to the Class of '65?
- "No Place Like Home" (1979), episodio della serie TV Time Out (The White Shadow)
- "Alice Calls the Shots" (1982), episodio della serie TV Alice
- "Baby Rattlesnakes" (1982), episodio della serie TV Quincy M.E.
- "A Case of Klapp" (1986), episodio della serie TV Hill Street Blues

### Cinema
- Che botte se incontri gli "Orsi" (The Bad News Bears), regia di Michael Ritchie (1976)
- Car Wash, regia di Michael Schultz (1976)
- Gli Orsi interrompono gli allenamenti (The Bad News Bears in Breaking Training), regia di Michael Pressman (1977)
- A Hero Ain't Nothin' But a Sandwich, regia di Ralph Nelson (1978)
- Gli Orsi vanno in Giappone (The Bad News Bears Go to Japan), regia di John Berry (1978)
- The Healing, regia di Russell S. Doughten Jr.  (1983) - video